# Solo una mujer
Solo una mujer es el título del octavo álbum de estudio grabado por la cantante y actriz mexicana Lucía Méndez. 
Fue lanzado al mercado bajo la compañía discográfica RCA Records en 1984. 
El álbum obtuvo una nominación para el Premio Grammy a la mejor interpretación de pop latino en la 28°. entrega anual de los Premios Grammy celebrada el martes 25 de febrero de 1986, pero finalmente perdió contra Es fácil amar de Lani Hall.
Los sencillos que destacaron de esta grabación son Don corazón, Corazón de piedra, los cuales fueron utilizados para el tema principal de la telenovela mexicana de la cadena Televisa Tú o nadie (1985), bajo la producción de Ernesto Alonso.

## Temas
1. Solo una mujer
2. La Luna de Cancún
3. Ella es una señora (Non sono una signora) (Ivano Fossatti-Honorio Herrero)
4. El amor sin ti no vale nada
5. Padre Nuestro (música de Honorio Herrero y Luis Gómez-Escolar)
6. Romántica
7. Puede ser, puede ser (Luis Gómez-Escolar)
8. Don corazón
9. Corazón de piedra
10. Soy bellísima (Sei bellissima) (Daiano-Di Felissatti-Julio Seijas-Honorio Herrero-Luis Gómez-Escolar)

Letra y música: Honorio Herrero excepto lo señalado

## Músicos
- Mariano Rico: Batería Simmons, percusiones
- José Antonio Quintano: Programación y ejecución de sintetizadores Emulator, PPG, Polysix, Drumatic y percusiones electrónicas
- Eduardo Gracia: Bajo Eléctrico y Basline
- Manolo Morales: Sax
- Emilio Cuervo Webo,Andrea Bronston, Susana de las Heras, Mary Jamison, Coro de niños de Madrid: Coros
- Agradecimiento especial a Emilio Cuervo Webo por su intervención en el tema Don corazón

## Créditos y personal
- Grabación y mezcla: Carlos Martos Wensell
- Asistente de grabación y mezcla : José Luis, Miguel de la Vega, Luis Postigo
- Asistente de producción: Emilio Cuervo Webo
- Estudio de grabación y mezcla : Kirios, Madrid, España, Estudio Discos Gas Ciudad de México
- Coordinación de estudio : Miguel Saez
- Diseño : Alberto Reyna

- Datos: Q6137345